# 吉良鈴
吉良鈴（日语：吉良りん，2001年2月14日—），日本AV女優。所屬事務所是LIGHT。

## 簡歷
2019年10月以S1的專屬女優身分出道。
2020年6月脫離S1，成為企劃單體女優。2022年3月1日在twitter的发文留言这句“avもやりませーん(AV我也不拍了)，宣告引退。。

## 人物
出身於埼玉縣。興趣是與貓玩耍。
目標的女優是吉澤明步和橋本有菜。
鞋子的尺寸只有21cm。

## 外部連結
- 吉良りん⊿°的X（前Twitter）（2019年9月5日 - ）
- 吉良りん⊿°的Instagram帳戶